# Simca Ariane
Simca Ariane är en personbil som mellan åren 1957 och 1963 tillverkades av den franska biltillverkaren Simca.
I samband med Suezkrisen steg priset på bensin kraftigt, vilket ledde till motsvarande minskad efterfrågan på bränsleslukande bilar. Simca Vedette, med sin V8-motor, drabbades hårt. Simca hade dock en ny modell på gång, den nya Ariane, där man plockat ned motorn och växellådan från den lilla Simca Aronde i den stora Vedette-karossen. Den kom väl till pass då.
Ariane hade begränsade prestanda, även om skillnaden i effekt mot Vedette delvis kompenserades av 100 kg lägre vikt, men sålde ändå hyggligt och blev populär som taxibil i hemlandet. I Sverige såldes drygt 1000 exemplar.